# Ришки залив
Ришки залив је део Балтичког мора између Летоније и Естоније. Са Балтичким морем је повезано преко Ирбенског и Муху пролаза. Границу између Ришког залива и Балтичког мора представља острво Сарема. Има површину од 18.000 км² и максималну дубину од 54 метра. Највеће реке које се уливају у њега су Западна Двина, Лијелупе, Гауја, Пјарну.